# Tepuibasis rubicunda
Tepuibasis rubicunda là một loài chuồn chuồn kim trong họ Coenagrionidae.
Tepuibasis rubicunda được De Marmels miêu tả khoa học năm 2007.